# Indigofera phymatodea
Indigofera phymatodea är en ärtväxtart som beskrevs av Mats Thulin. Indigofera phymatodea ingår i släktet indigosläktet, och familjen ärtväxter. Inga underarter finns listade i Catalogue of Life.